# Gabriel de Anda
José Francisco Gabriel de Anda (Mexikóváros, 1971. június 5. – ) mexikói válogatott labdarúgó. 

## Pályafutása

### Klubcsapatban
Mexikóvárosban született. Pályafutását 1993-ban kezdte a Correcaminos UAT csapatában, ahol két évet töltött. 1995 és 1998 között a Santos Laguna játékosa volt és egy alkalommal (invierno 1996) megnyerte a mexikói bajnokságot. 1998 és 2000 között az Cruz Azul labdarúgója volt. 2000 és 2005 között a Pachucát erősítette, melynek színeiben két bajnoki címet szerzett és 2002-ben megnyerte a CONCACAF-bajnokok kupáját. 2007-ben a Santos Laguna színeiben fejezte be a pályafutását. 

### A válogatottban
1997 és 2002 között 13 alkalommal szerepelt az mexikói válogatottban és 2 gólt szerzett. Részt vett az 1997-es Copa Américán, az 1997-es konföderációs kupán, a 2002-es CONCACAF-aranykupán és a 2002-es világbajnokságon, illetve tagja volt az 1998-as CONCACAF-aranykupán aranyérmet szerző csapatnak is.

## Sikerei, díjai
Santos Laguna
- Mexikói bajnok (1): Invierno 1996

Pachuca
- Mexikói bajnok (2): Invierno 2001, Apertura 2003
- CONCACAF-bajnokok kupája győztes (1): 2002

Mexikó
- CONCACAF-aranykupa győztes (1): 1998
- Copa América bronzérmes (1): 1997